# Conrad Lüder von Pentz
Conrad Lüder von Pentz, in neuerer Literatur stets als Konrad Lüder von Pentz (* 10. Juni 1728 in Gädebehn; † Mai 1782 in Penzlin, begraben am 20. Mai 1782 ebenda) war ein deutscher Genealoge.

## Leben
Pentz stammte aus dem alten mecklenburgischen Adelsgeschlecht von Pentz und war der Sohn des Hauptmanns Valentin von Pentz. Er schlug zunächst die Offizierslaufbahn ein und wurde Leutnant in holländischen Diensten. Schon 1749 nahm er jedoch seinen Abschied. „Sich eine gesicherte Lebensstellung zu erringen, ist ihm nicht gelungen, falls er dies wirklich mit Ernst erstrebt hatte.“ So lebte er ab 1765 in Penzlin als Privatier in bescheidenen Verhältnissen. Aus seiner 1762 geschlossenen Ehe mit Ida Benedicta von der Lühe aus dem Haus Oberhof (1734–1779) hinterließ er drei Kinder.
Pentz beschäftigte sich, „wie es scheint auch zum Gelderwerbe“, mit den Genealogien des mecklenburgischen Adels auf Grundlage der Sammlungen des wahrscheinlich Ende 1746 verstorbenen Johann Heinrich von Hoinckhusen (1694–ca. 1746). Diese hatte er 1766 von dessen Erben ausgehändigt bekommen und war seitdem mit ihrer Verbesserung und Vermehrung beschäftigt. Wahrscheinlich lebte er zu einem nicht unbeträchtlichen Teil vom Ertrag der Lieferung genealogischer Nachweise an adlige Familien. Es wird angenommen, dass von ihm wahrscheinlich alle solche Arbeiten aus seiner Zeit stammen. Sicher von ihm ist die Beschreibung des Geschlechts von Bülow, die der mecklenburg-strelitzische Geheime Kammerrat Jakob Friedrich Joachim von Bülow auf Klaber revidierte und 1780 drucken ließ, ebenso das Verzeichnis des Mecklenburgischen Adels, das unter dem Namen des Ministers Christoph Otto von Gamm erschien.
Seine genealogische Sammlung kam mit seinem schriftlichen Nachlass in das Großherzogliche Archiv in Schwerin.